# Esteban Juan Caselli
Esteban Juan Caselli (Buenos Aires, 28 de noviembre de 1942) es un político ítaloargentino. Se desempeñó como Embajador de Argentina ante la Santa Sede, designado por el presidente Carlos Menem, entre 1997 y 1999. Por otra parte, en Italia, fue elegido como senador, representando a los italianos residentes en América del Sur, por el partido El Pueblo de la Libertad, de Silvio Berlusconi.

## Biografía

### Actividad privada
Del 1969 al 1976, fue administrador y socio de una sociedad agrícola.
Del 1974 al 1976, fue presidente de una sociedad inmobiliaria. En este período se destaca su cercanía política con el dirigente siderúrgico Victorio Calabró, en aquel tiempo gobernador de la provincia de Buenos Aires.
Dal 1986 al 1989 fue presidente de una sociedad metalúrgica, vinculada a la empresa Microsistema (Grupo Sade-Pérez Companc) y con ITRON (Grupo Macri).
Del 1989 al 1990, fue director de la sociedad siderúrgica, SOMISA. En ese tiempo era cercano a Hugo Franco, político conservador, con quien consiguió ser cercano al presidente Carlos Menem, a quien ayudaba en los vínculos con los cardenales Raúl Francisco Primatesta, Antonio Quarracino y los obispos Emilio Ognenovic y Desiderio Collino.

### Actividad pública
Comenzó en 1989 como asesor del Ministerio de Salud y Desarrollo Social de la Nación, cargo en que se desempeñó hasta 1990. Posteriormente, ascendió en su influencia en el gobierno de Carlos Menem, llegando a ocupar diversos cargos, de 1990 y 1991, Jefe de Asesores del Secretario General de la Presidencia; del 1993 al 1995, Subsecretario de Acción de Gobierno de la Presidencia; y en 1995, Secretario de Estado de Coordinación del vicepresidente de la Nación.
Posteriormente, en 1997 Caselli fue designado como embajador argentino en el Vaticano. En ese entonces, Caselli era amigo del secretario de Estado de la Santa Sede, Angelo Sodano. Su designación mejoró las relaciones de la Iglesia católica y el gobierno de Menem: Rafael Rey, titular de Cáritas Argentina, sugirió de moderar sus críticas hacia el gobierno. En su paso por el Vaticano, logró su designación como gentiluomo di sua santità, por el papa Juan Pablo II.
En 1998, fue parte de la delegación argentina que participó en la creación de la Corte Penal Internacional, en Roma. De regreso en Argentina, tras el fin de la presidencia de Menem, apoyó la candidatura a gobernador de Carlos Ruckauf, quien una vez electo lo nombró Secretario General de la Gobernación. Cuando, durante la presidencia de Eduardo Duhalde, Ruckauf se desempeñó como Ministro de Relaciones Exteriores, lo designó Secretario de Culto de la Nación.